# Wilhelm Reinhard (General)

Wilhelm Reinhard

Wilhelm Reinhard (* 18. März 1869 in Forsthaus Lutau, Kreis Flatow; † 18. Januar 1955 in Dortmund) war ein deutscher General der Infanterie, SS-Obergruppenführer, „Reichsführer des NS-Kriegerbundes“ sowie Mitglied des Reichstages.

## Leben

### Herkunft
Er war der Sohn des Forstmeisters Wilhelm Reinhard senior und dessen Ehefrau Minna, geborene von Koenen.

### Militärkarriere
Reinhard absolvierte nach dem Abschluss seiner Schullaufbahn die Kadettenhäuser in Kulm und Lichterfelde sowie danach die Kriegsschule Metz. Er trat am 22. März 1888 als Fähnrich in das Infanterie-Regiment „Herzog Friedrich Wilhelm von Braunschweig“ (Ostfriesisches) Nr. 78 der Preußischen Armee ein. 1889 erfolgte seine Beförderung zum Sekondeleutnant und er wurde Bataillons- und Regimentsadjutant. Am 17. Januar 1901 wurde Reinhard in Hannover Adjutant der 38. Infanterie-Brigade. 1902 wurde Reinhard zum Hauptmann befördert und als solcher am 24. April 1904 zum Kompaniechef im Füsilier-Regiment „Graf Roon“ (Ostpreußisches) Nr. 33 in Gumbinnen ernannt. Ab 1907 war Reinhard Chef der 7. Kompanie des Schleswig-Holsteinischen Infanterie-Regiments Nr. 163 in Neumünster. Zeitgleich mit der Beförderung zum Major wurde er dann am 21. April 1911 in das 5. Garde-Regiment zu Fuß nach Spandau versetzt und war dort zunächst beim Stab tätig. Nach knapp zweijähriger Tätigkeit dort erfolgte am 22. März 1913 seine Ernennung zum Kommandeur des II. Bataillons.

#### Erster Weltkrieg
Dieses Bataillon führte Reinhard bei Ausbruch des Ersten Weltkriegs im Verbund mit der neugebildeten 3. Garde-Division in das neutrale Belgien und beteiligte sich dort an der Belagerung und Eroberung der Festung Namur. Anschließend wurde Reinhard mit seinem Regiment an die Ostfront verlegt. Hier kämpfte er in der Schlacht an den Masurischen Seen und in der Schlacht um Łódź.
Vom 18. Januar bis zum 2. Juni 1915 war Reinhard Führer des Garde-Grenadier-Regiments Nr. 5 und wurde anschließend zum Kommandeur des 4. Garde-Regiments zu Fuß ernannt. Mit diesem kämpfte er in der Folgezeit am Brückenkopf von Jaroslau, in den Durchbruchsschlachten bei Lubaczów und Gródek und Lemberg, bis das Regiment schließlich nach den Verfolgungskämpfen über den Bug hinaus an der Jasiolda angehalten wurde. Von dort wurde Reinhards Regiment wieder an die Westfront verlegt und unmittelbar in die Herbstschlacht bei La Bassée und Arras geworfen. Reinhard wurde am 18. April 1916 zum Oberstleutnant und am 20. September 1918 zum Oberst befördert.
Am 27. August 1917 wurde Reinhard mit dem Pour le Mérite ausgezeichnet und am 1. Oktober 1918 wurde ihm das Eichenlaub zum Pour le Mérite verliehen.

#### Freikorpsführer

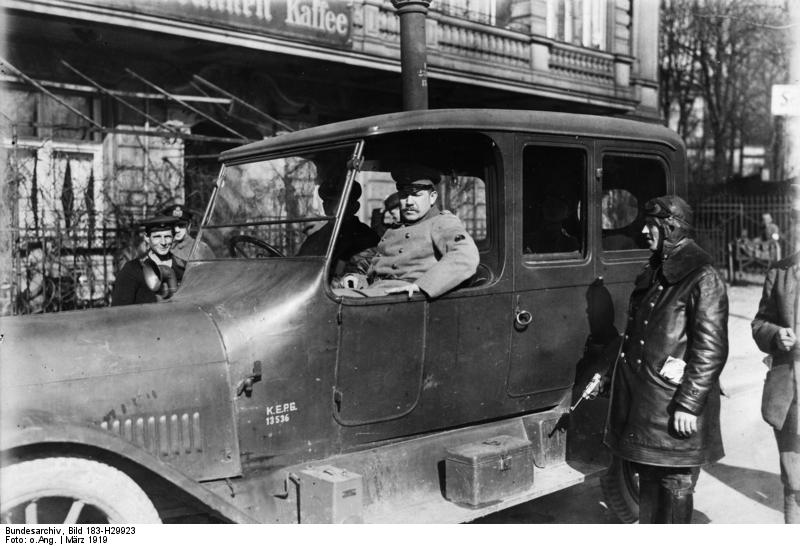
Während der Märzkämpfe vom 3. bis zum 12. März 1919 in Berlin unternimmt Oberst Wilhelm Reinhard, der Kommandeur des in Lichtenberg eingesetzten Freikorps-Regimentes, vom Friedrichshain aus eine Inspektionsfahrt.

Nach Kriegsende und Revolution nach Berlin zurückgekehrt, forderte Reinhard am 10. Dezember 1918 bei einer Besprechung im Kriegsministerium, an der auch Friedrich Ebert und Curt Baake teilnahmen, alle Schusswaffen besitzenden Zivilisten mit dem Tode zu bestrafen. Reinhard stellte Ende Dezember 1918 das nach ihm benannte Freiwilligen-Regiment auf. Seine von Gustav Noske und Walther Reinhardt betriebene Ernennung zum Stadtkommandanten von Berlin wurde durch den Widerstand der Soldatenräte verhindert. Unter seiner Leitung wurde der Spartakusaufstand im Januar 1919 durch die ihm unterstellten Truppen niedergeschlagen; während der Berliner Märzkämpfe zwei Monate später kam es kurzzeitig zu erneuten bewaffneten Auseinandersetzungen. Etwa 1.200 Menschen, die meisten davon Aufständische, starben bei den „mit entsetzlicher Grausamkeit“ geführten Kämpfen.
Im Juni 1919 ging das „Freikorps Reinhard“ in die Vorläufige Reichswehr auf und Reinhard erhielt die Stellung als Infanterie-Führer der Berliner Reichswehr-Brigade 15. Auf eigenen Wunsch schied Reinhard am 31. Dezember 1919 aus dem aktiven Militärdienst aus.

### Reichstagsabgeordneter, Bundesführer des Kyffhäuserbundes, SA- und SS-Führer
Zur Zeit der Weimarer Republik war er als Kaufmann tätig. Von 1936 bis zum Frühjahr 1945 war Reinhard auf Reichswahlvorschlag Mitglied des nationalsozialistischen Reichstags. Reinhard trat zum 1. Mai 1937 der NSDAP bei (Mitgliedsnummer 5.852.647) und war Träger des Goldenen Parteiabzeichens der NSDAP.
Nach Überführung des Deutschen Reichskriegerbundes „Kyffhäuser“ in die SA war Reinhard seit 1933 SA-Oberstlandesführer der SA-Reserve II. Zum 15. September 1935 trat Reinhard im Rang eines SS-Standartenführers in die SS ein (SS-Nummer 274.107). In der SS erreichte Reinhard im November 1941 den Rang eines SS-Obergruppenführers. Als SS-Ehrenführer gehörte Reinhard ab 1938 dem „Stab RFSS“ an.
Am 27. Januar 1934 wurde Reinhard Bundesführer des Deutschen Reichskriegerbundes „Kyffhäuser“ und am 18. März 1938 Reichsführer der nun in NS-Reichskriegerbund „Kyffhäuser“ (NSRKB) umbenannten Organisation. Er blieb in dieser Funktion bis zur Auflösung des NSRKB im März 1943. Auf Veranlassung Reinhards wurden von 1934 bis 1938 durch Männer des Reichsarbeitsdienstes archäologische Ausgrabungen an der alten Reichsburg Kyffhausen durchgeführt. Reinhard bemühte sich sehr, das Wahrzeichen des Kyffhäuserbundes, das Kaiser-Wilhelm-Denkmal auf dem Kyffhäuser, NS-kompatibel zu machen. So ließ der SS-Führer die unscheinbare Halle im Monument zu einer „Ehrenhalle“ ausbauen, für die gefallenen Kameraden, „die Toten der Freikorps und der Hitlerbewegung“.
Nach Auflösung des NSKRB wurde Reinhard Präsident der neugegründeten Kyffhäuser-Stiftung. In der Endphase des Zweiten Weltkrieges verlegte Reinhard aufgrund des Vorrückens der Roten Armee seinen Wohnsitz. Nach Kriegsende befand er sich für einige Monate in westalliierter Internierung und lebte nach seiner Entlassung bei einem Neffen in Opmünden bei Soest. Im September 1952 gründete Reinhard in Dortmund erneut den Kyffhäuserbund, der 1945 durch das Kontrollratsgesetz Nr. 2 verboten worden war. Er übernahm bis zu seinem Tod am 18. Januar 1955 wiederum den Vorsitz des Kyffhäuserbundes.

## Werke
- 1918/1919 Die Wehen der Republik. Brunnen-Verlag, Berlin 1932 DNB

## Auszeichnungen
| Reinhards Militär- und SS-Dienstgrade | Reinhards Militär- und SS-Dienstgrade      |
| Datum                                 | Rang                                       |
| ------------------------------------- | ------------------------------------------ |
| 22. März 1888                         | char. Fähnrich                             |
| 15. Oktober 1888                      | Fähnrich                                   |
| 21. September 1889                    | Sekondeleutnant                            |
| 18. August 1897                       | Oberleutnant                               |
| 18. April 1903                        | Hauptmann                                  |
| 21. April 1911                        | Major                                      |
| 18. April 1916                        | Oberstleutnant                             |
| 21. September 1918                    | Oberst                                     |
| 15. September 1935                    | SS-Standartenführer                        |
| 9. November 1935                      | SS-Oberführer                              |
| 9. November 1936                      | SS-Brigadeführer                           |
| 20. April 1937                        | SS-Gruppenführer                           |
| 22. März 1938                         | Charakter als Generalmajor a. D.           |
| 18. März 1939                         | Charakter als General der Infanterie a. D. |
| 9. November 1941                      | SS-Obergruppenführer                       |
| 1. März 1943                          | General der Infanterie z.V.                |

- Roter Adlerorden IV. Klasse[16]
- Preußisches Dienstauszeichnungskreuz[16]
- Ritter I. Klasse des Ordens des Heiligen Schatzes[16]
- Eisernes Kreuz (1914) II. und I. Klasse
- Ritterkreuz des Königlichen Hausordens von Hohenzollern mit Schwertern
- Kriegsverdienstkreuz (1939) II. und I. Klasse
- Ehrendegen des Reichsführers SS
- Totenkopfring der SS